# قبضة سنية

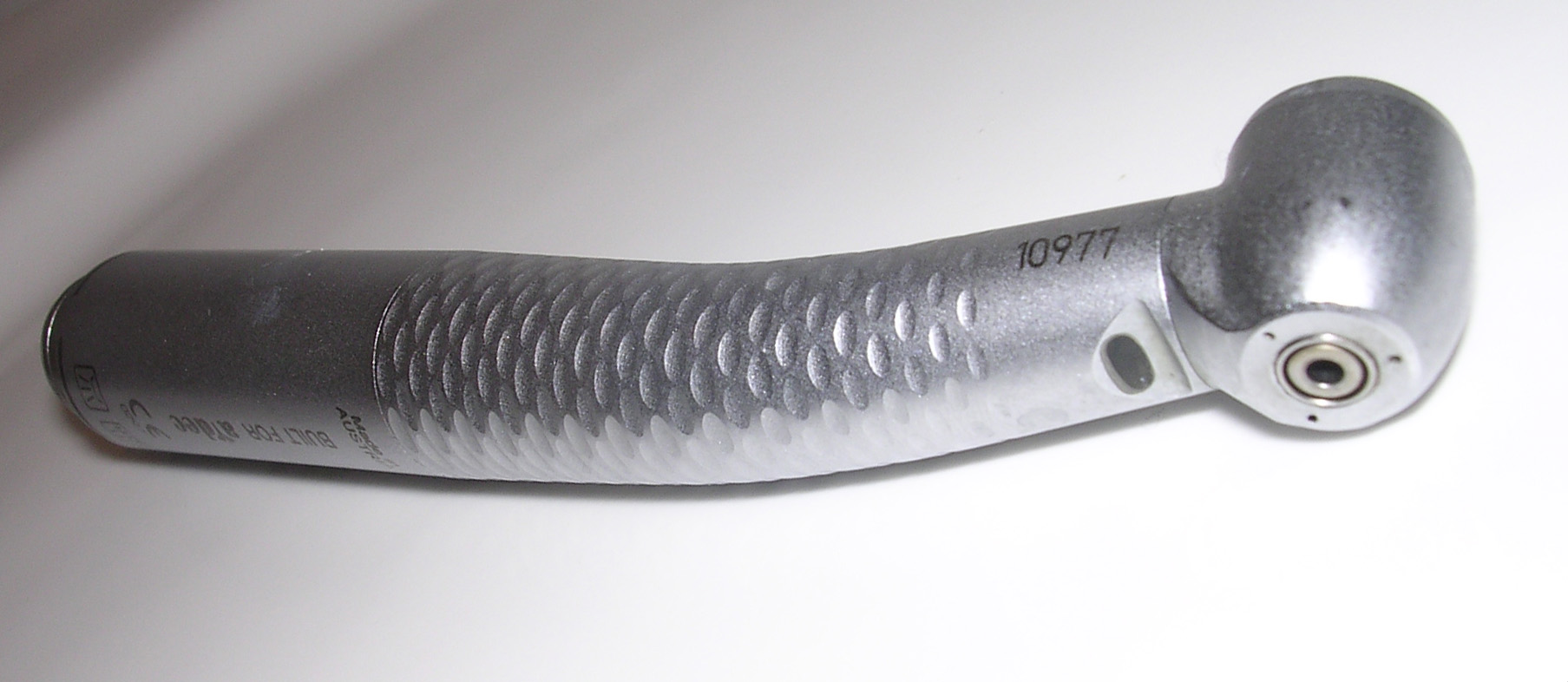
قبضة سنية عالية السرعة.

القبضة السنيّة (بالإنجليزية: dental handpiece)‏ أو المثقب السني أو المثقاب السني (بالإنجليزية: dental drill)‏ هي أداة تستخدم لتدوير ونقل الحركة إلى الأدوات السنية الدوارة القاطعة في عمليات الأسنان، عادة لإزالة التسوس وتشكيل وتجهيز السن للحشو أو تركيب التيجان. وتستخدم القبضة السنيّة أيضاً في تنظيف وتشكيل القنوات الجذرية في عمليات العلاج اللبي، أو في إزالة الحشوات القديمة أو المؤقتة.
يقوم بتشغيل القبضة السنية محرك كهربائي أو عنفة هوائية، وقد تصل سرعة الدوران حتى 500 ألف دورة في الدقيقة.

## التاريخ والتطور
ممارسة طب الأسنان كانت موجودة منذ العصور القديمة، وهناك أدلة حديثة تشير إلى استعمال مفهوم ثقب الأسنان قبل 9000 عام، حيث أظهرت أسنان من العصر الحجري الحديث عُثر عليها في مقابر قديمة علامات ثقب واضحة، استُخدم فيها مثاقب قوسيّة من حجارة الصوان، بالإضافة إلى أن بعض الأسنان أظهرت علامات تشير إلى وجود تسوس مرتبط بعمليات الحفر.
أول الأدوات الدوارة كانت مثاقباً أو رؤوس سنابل يتم فركها بالأصابع لقطع نسيج السن، ثم جاءت المثاقب بعد ذلك في 1728م بصورة تعديل حيث زُوِّدت المثاقب بكراسٍ من خلال مقبس موضوع على راحة الكف وتوضع الحلقة على إصبع السبابة أو الوسطى. ثم اخترع طبيب الأسنان البريطاني جورج فيلوز في 1864م مثقباً يعمل بالتروس، وكانت السنبلة توصل به عن طريق مسكة بداخلها مغزل دوّار، وكان هذا المثقب يُدوَّر كما تُدوَّر الساعات بمفتاح موضوع بالخلف لكي يبدأ العمل، وكان يشتغل لدقيقتين قبل أن يتطلب إعادة لفّه مجدداً. وفي 1868م، طوّر طبيب الأسنان الأمريكي جورج ف. جرين قبضة سنية تعمل بالضغط الغازي عن طريق منفاخ يأخذ طاقته من دواسة القدم. ثم جاء أول محرك سني يقدّم طاقة كافية لتدوير السنابل بسرعة مناسبة لحفر السن في العام 1871م، حيث قام جيمس ب. موريسون بتعديل وتطوير محرك يعمل بالقدم من آلة الخياطة. وطُورت قبضات الكرات المتدحرجة في 1953.
بين الخمسينات والستينات الميلادية، وقعت أقصى عمليات التطوير على تحسين تصميم وسرعة وميكانيكية القبضة السنية.
في 1957م، وصلت القبضات السنية التي تعمل بالعنفة الهوائية إلى مهنة طب الأسنان، وأما القبضة السنية المعاصرة فقد ظهرت في العام 1964، وأضيفت لاحقاً إليها ألياف بصرية لتزويدها بالضوء. تعتمد أنظمة العنفات الهوائية على الزخم بشكل أساسي لإنتاج الطاقة، وحيث أنها تعمل بسرعة الهواء المتدفق، فليس هناك مصدر طاقة ميكانيكي أو مادي مرتبط بها. ولذا، تميل إلى تخفيض سرعتها تحت الضغط. وبالتالي يُنصح باتباع قاعدة «المس وابتعد» عند استخدام القبضات ذات العنفة الهوائية، أي اجعل السنبلة تلمس سطح السن وتبدأ بالقطع عن طريق الضغط عليها، وعندما تنخفض سرعة السنبلة، ابتعد حتى تستعيد سرعتها. هذا النوع من القبضات محبوب حتى اليوم بسبب سهولة استخدامها وتصميمها البسيط وتقبُّل المريض لها.
تم تقديم القبضات السنية التي تعمل بالكهرباء في السبعينات الميلادية. ففي 1874م، بدأ استعمال المحرك الكهربائي، وقُدِّمت المحركات السنية الكهربائية ذات الأسلاك المرنة في 1883م. هذه القبضات وفرت عدة أفضليات على سابقاتها التي تعمل بالهواء. ورغم أن هذه القبضات أكبر وأثقل من القبضات ذات العنفة الهوائية، لكن لديها أفضلية المحافظة على سرعة ثابتة أثناء القطع، ولا تنخفض سرعتها بازدياد الحمل عليها. وتوفر هذه القبضات أيضاً القدرة على التحكم بمعدل الدورات في الدقيقة.
| العام والأداة | العام والأداة            | العام والأداة                                                 | السرعة القصوى (د/د)      |
| ------------- | ------------------------ | ------------------------------------------------------------- | ------------------------ |
| 1             | سرعة فائقة البطء         | سرعة فائقة البطء                                              | سرعة فائقة البطء         |
| 1             | 1728م                    | أدوات تُدوّر بالأصابع                                           | 300                      |
| 1             | 1871م                    | محرك يُشغَّل بالقدم                                              | 700                      |
| 1             | 1874م                    | عن طريق محرك كهربائي                                          | 1000                     |
| 2             | سرعة منخفضة              | سرعة منخفضة                                                   | سرعة منخفضة              |
| 2             | 1914م                    | وحدة سنية (مصدر الطاقة هو محرك كهربائي)                       | 5000                     |
| 2             | 1942م                    | أدوات قاطعة ألماسية                                           | 5000                     |
| 3             | سرعة متوسطة              | سرعة متوسطة                                                   | سرعة متوسطة              |
| 3             | 1947م                    | محركات كهربائية عالية السرعة مع سنابل تنجستن الكربيد          | 12,000                   |
| 3             | 1953م                    | قبضات الكرات المتدحرجة                                        | 25,000                   |
| 4             | سرعة عالية               | سرعة عالية                                                    | سرعة عالية               |
| 4             | 1955م                    | محرك عالي السرعة مع قبضات عنفية زاويّة بتبريد مائي             | 50,000                   |
| 4             | 1955م                    | قبضات سنية زاويّة تدور بالحزام وتبرد بالماء                    | 150,000                  |
| 5             | سرعة فائقة العلو         | سرعة فائقة العلو                                              | سرعة فائقة العلو         |
| 5             | 1957م                    | قبضات سنية زاويّة تعمل بالعنفة الهوائية مع مبرّد                | 200,000                  |
| 6             | سرعة أكثر من فائقة العلو | سرعة أكثر من فائقة العلو                                      | سرعة أكثر من فائقة العلو |
| 6             | 1960م                    | قبضات سنية زاويّة تعمل بالعنفة الهوائية مع مبرّد                | 300,000                  |
| 6             | 1961م                    | قبضات سنية مستقيمة تعمل بالعنفة الهوائية مع مبرّد (محرك هوائي) | 25,000                   |
| 6             | 1994م                    | القبضات السنية المعاصرة بالعنفة الهوائية والمبرّد              | 300,000 - 400,000        |

## التصنيف
تُصنف القبضات السنية بحسب آلية تشغيلها كالتالي:
1. قبضات سنية تعمل بالتروس: تُنقل الطاقة الدورانية عن طريق حزام يأتي من محرك كهربائي، هذا النوع ذو سرعة بطيئة غالباً بسبب وجود أجزاء متحركة كثيرة وبسبب احتكاك المعادن ببعضها.
2. قبضات سنية تعمل بالماء: اكتُشفت في 1953م، وتعمل هذه القبضات بسرعة دوران تصل إلى 100,000 د.ف.د. آلية عمل هذا النوع يكمن في مرور تيار مائي بضغط عالٍ على عنفة لتدويرها ثم يعود إلى الحاوية مرة أخرى. وتمتاز هذه القبضات بصوتها الهادئ وعزم دورانها المرتفع.
3. قبضات سنية تعمل بالحزام: توفرت القبضات السنية الزاويّة التي تعمل بالحزام في 1955م، وتعمل بسرعة أكبر من 100,000 د.ف.د وتقدم أداء ممتازاً.
4. قبضات سنية تعمل بالهواء:أصبح هذا النوع متوفراً في أواخر 1956م، ويعمل بسرعة تقارب 300,000 د.ف.د.[9]

## الأنواع
1. قبضة سنية ذات زاوية عكسية: في هذا النوع، ينحني رأس القبضة بعيداً عن المحور الطولي لممسك القبضة السنية ثم ينحني مجدداً باتجاهه. وبالتالي يكون رأس السنبلة قريباً من المحور الطولي لممسك القبضة السنية مما يُحسن إمكانية الوصول والرؤية داخل التجويف الفموي ويحسن كذلك من الثبات أثناء العمل.
  1. قبضة سنية ذات عنفة هوائية وزاوية عكسية: تأخذ طاقتها من الهواء المضغوط الآتي من الضاغط. يتميز هذا النوع بسرعة عالية وعزم دوران منخفض.
  2. قبضة سنية ذات محرك صغروي: تستمد طاقتها من محرك كهربي دقيق، تثبت به القبضة مباشرة. يملك هذا النوع عزم دوران عالٍ وسرعة منخفضة.
2. قبضة سنية مستقيمة: يقع المحور الطويل للسنبلة لهذا النوع في نفس مستوى المحور الطويل لممسك القبضة السنية، ويشيع استخدام هذه القبضات في العمليات الجراحية والمعملية.

## التصميم والتركيب
بشكل عام يجب أن يكون قطر وانحناء القبضة مصممان بطريقة تجعلها ترتكز جيداً بين الإبهام والسبابة، وأيضاً يجب أن تملك القبضة مركز جاذبية متزن لكي تعطي شعوراً بخفة الوزن، كما يجب أن بكون رأس القبضة صغيراً بما يكفي لتمكين الرؤية والتحكم الجيد.
تتركب جميع القبضات السنية من هذه المكونات الأساسية:
- طرف عامل (الرأس): وهو ما يحمل الأدوات الدوارة.
- عنق: هو الممسك في القبضة السنية.
- طرف توصيل: وهو ما يوصل القبضة إلى مصدر الطاقة.

يمكن أيضًا تجزيء القبضات السنية الحديثة عالية السرعة التي تعمل بالهواء إلى هيكل أو صدفة وعنفة. يعمل الهيكل على نقل الهواء والماء ويُصنع عادة من النحاس الأصفر الذي يعتبر مادة غير مكلفة وسهلة التصنيع، وقد يُصنع أيضًا من الفولاذ المقاوم للصدأ، أو التيتانيوم الذي يُعتبر المادة الأكثر تطورًا حاليًا وهو أخف بنسبة 40% من الفولاذ المقاوم للصدأ وأقوى أكثر مقاومة لآثار التآكل التي تسببها الموصدة. يتكون الهيكل من الرأس الذي يحمل العنفة داخله وقشرة خارجية. كان الجيل القديم من القبضات السنية يحتوي حزمًا من الألياف الزجاجية الدقيقة التي تنقل الضوء مترابطة مع بعضها بواسطة لاصق، وبسبب تآكل هذا النوع من الحزم البصرية مع مرور الوقت، استبدلها المصنعون بخلايا أو قضبان بصرية في معظم الطرازات الجديدة. العنفة هي الجزء المتحرك الوحيد داخل القبضات السنية عالية السرعة، وهي تحمل الأدوات الدوارة وتحركها بسرعة عالية جدًا تمكن الطبيب من قطع أنسجة السن الصلبة بسهولة تامة. يمكن تصنيف سرعة العنفة إلى سرعة حرة وسرعة نشطة، السرعة الحرة هي أقصى عدد دورات في الدقيقة دون وجود أي ضغط وتتراوح بين 380,000د/د و400،000د/د، أما السرعة النشطة فهي السرعة الفعلية التي تصل إليها العنفة عند ملامسة أنسجة السن الصلبة، معظم القبضات السنية عالية السرعة تملك سرعة نشطة تتراوح بين 180,000د/د و200،000د/د. تتركب العنفة من مكونين: آلية مقبض لمسك أدوات القطع، ونظام دوران يعمل على تدوير تلك الأدوات.